# Collane

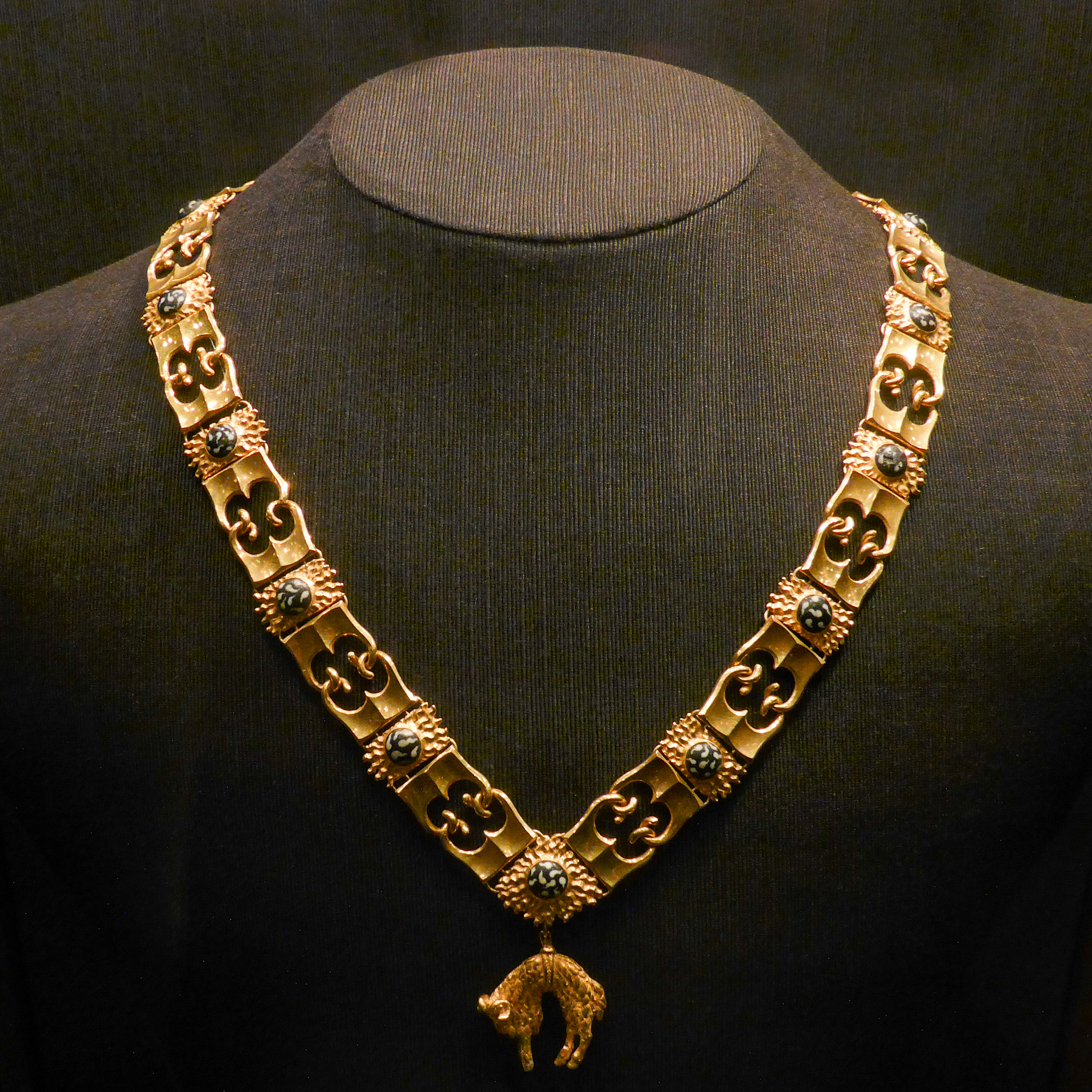
Collane des Ordens vom Goldenen Vlies

Die Collane (auch Kollane, von französisch collier ‚Halsband‘) ist eine prunkvolle Ordenskette und Bestandteil vieler europäischer Orden. Sie wird von den Rittern von einstufigen Ritterorden zu festlichen Anlässen wie dem Ordensfest getragen, in mehrstufigen Orden ist sie den Großkreuzen oder einer Sonderstufe des Großkreuzes vorbehalten.

## Geschichte
Die alten geistlichen Ritterorden verwendeten in der Regel keine Kette oder eine sehr einfache, die aus schlichten Ringen bestand. Die erste moderne Collane schuf Heinrich VII. von England für den Hosenbandorden: das Ordenszeichen hing an einer schweren goldenen Kette, die aus zweierlei Gliedern bestand – dem roten St. Georgskreuz, dem ein blaues Strumpfband mit der Devise des Ordens unterlegt war, und der fünfblättrigen roten so genannten Lancasterrose. Seit Edward VI. besteht diese Collane nur aus den roten Rosen. Die zweite historisch belegte Collane erschien 1430 auf dem Porträt des Stifters des Ordens vom Goldenen Vlies, Herzog Philipp des Guten von Burgund, und besteht aus zweierlei Gliedern: schwarzemaillierten goldenen Feuersteinen, die mit weißen Tupfen besetzt und von goldenen Feuerstrahlen umgeben sind, sowie aus Feuereisen, deren Griffe ineinander verschlungen sind.
Besonders populär wurden die Collanen seit der Zeit des prachtliebenden Barocks im 17. Jahrhundert. Spätere, im 18. und 19. Jahrhundert ausgearbeitete Statuten verschiedener Orden beschränkten das Tragen der Collanen auf die Person des Ordensgroßmeisters – des Souveräns – oder gaben der Collane den Status einer besonderen Auszeichnung, die zum Großkreuz eines Ordens verliehen werden konnte. Ausnahmen bilden hier der savoyische (später italienische) Annunziaten-Orden, der immer an einer Collane getragen wurde, das im Jahr 1861 von König Wilhelm I. von Preußen gestiftete Großkreuz des Roten Adlerordens, das ebenfalls nur aus der Dekoration mit Collane bestand, der serbische Orden des Heiligen Lazarus mit seiner Collane, der nur dem König zustand, und der schottische Distelorden, der nur selten getragen und an speziellen Collar Days nur mit der Collane getragen werden kann.
Bei feierlichen Anlässen trägt der König von Schweden vier Collanen: des Seraphinenordens, des Schwertordens, des Nordstern-Ordens und des Wasaordens.

## Collane als Ordensstufe
In einigen Verdienstorden ist die Collane die Dekoration einer Sonderstufe des Großkreuzes, die Staatsoberhäuptern vorbehalten ist (litauischer Orden Vytautas des Großen, spanischer Orden Karls III.). In Verdienstorden ohne Sonderstufe wird die Collane häufig nur vom Großmeister getragen, so die Collane der Ehrenlegion vom Staatspräsidenten Frankreichs und die Collane des 1992 von Boris Jelzin gestifteten Verdienstorden für das Vaterland (Zeichen des Präsidenten der Russischen Föderation) vom russischen Präsidenten.

## Collanen in der Heraldik
Häufig wird die Collane als Prachtstück zu den Wappen der Ordensmitglieder hinzugefügt (die Mitglieder des Hosenbandordens tragen stattdessen meistens nur das Strumpfband um das Wappen).
Da der Monarch Großmeister seiner Haus-, Ritter- und Verdienstorden ist, wurde die Collane bei den Staatswappen der meisten europäischen Monarchien als Umrahmung des Wappenschildes verwendet: die des Schwarzen Adlerordens in Preußen, die des Goldenen Vlieses in Österreich, die des Ordens des Heiligen Andreas in Russland, die des Sachsen-Ernestinischen Hausordens in den drei sächsischen Herzogtümern der Ernestinischen Linie, die des Seraphinenordens in Schweden usw.
In Großen Wappen wurden oft die Collanen der höchsten (meistens vier) Orden ihrem Rang nach geordnet abgebildet.

Noch heute ist die in Schottland benutzte Version des britischen Königswappens von der Collane des Distelordens umgeben.

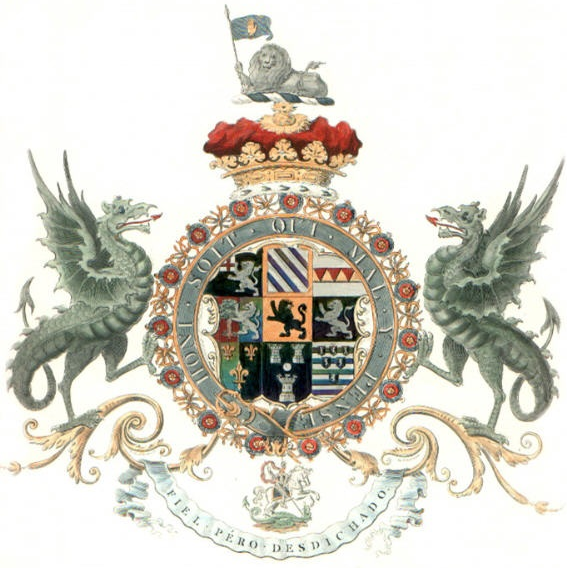
Wappen von John Churchill, 1. Duke of Marlborough, mit Collane und Hosenband
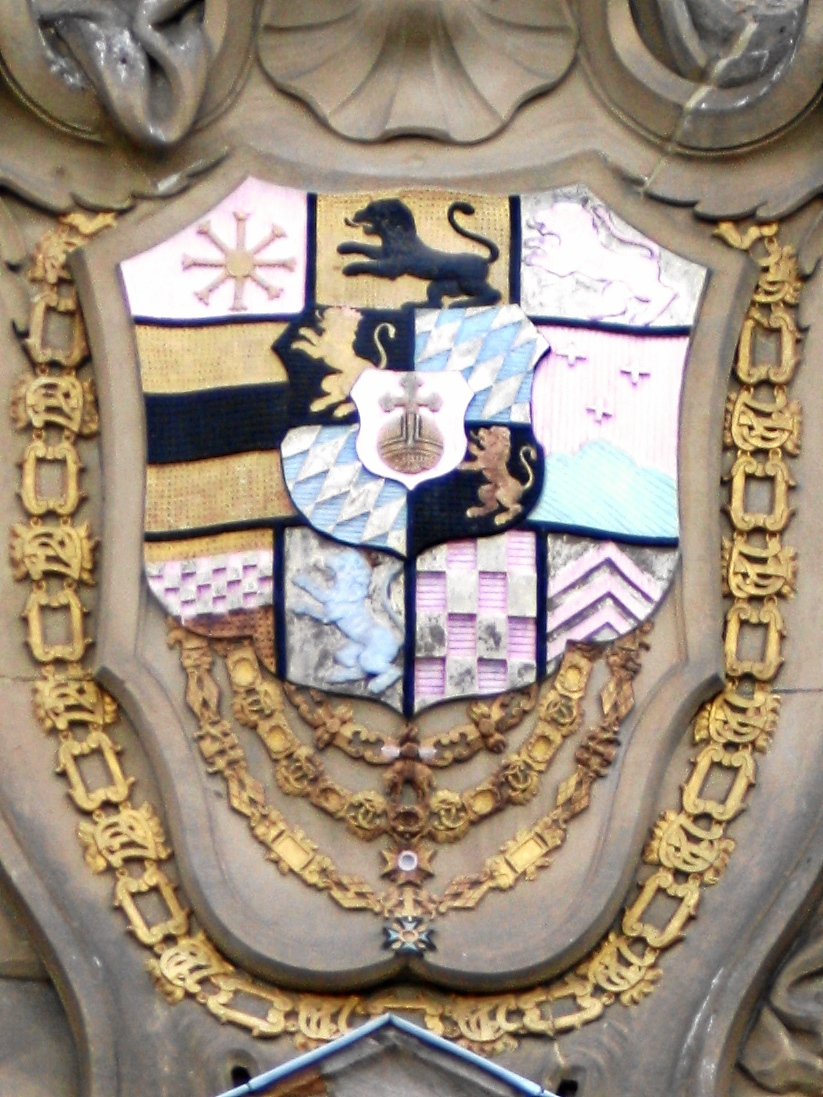
Kurfürst Karl Theodor war als Kurfürst von der Pfalz Großmeister des Hubertusordens, als Kurfürst von Bayern Großmeister des Georgsordens, daneben Gründer und Großmeister des Ordens vom Pfälzer Löwen und Ritter vom Goldenen Vlies. Sein Wappen zeigt die Collanen dieser Orden (von unten nach oben).
Das Große Wappen der sizilianischen Bourbonen zeigt von heraldisch rechts nach links die Collanen des Orden vom Heiligen Geist (Hausorden der französischen Bourbonen), des Orden des heiligen Ferdinand und des Verdienstes (sizilianischer Verdienstorden), des Januariusordens (Hausorden der sizilianischen Bourbonen), das Goldene Vlies (Ordenszweig der spanischen Bourbonen), des Konstantinordens (geistlicher Ritterorden der sizilianischen Bourbonen) und des Ordens Karls III. (Haus- und Verdienstorden der spanischen Bourbonen).
Schottisches Königswappen mit der Collane des Distelordens
Großes Wappen des Königreichs Bayern mit den Collanen der vier höchsten Orden (von oben nach unten): 1. Hubertusorden 2. Georgsorden 3. Militär-Max-Joseph-Orden 4. Verdienstorden der Bayerischen Krone
Großes Wappen Preußens mit den Collanen des Schwarzen und des Roten Adlerordens, des Hausordens von Hohenzollern und dem Ordensband des Kronenordens (von unten nach oben).
Großes Wappen Österreich-Ungarns nach 1914 mit der Collane des Ordens vom Goldenen Vlies um das Hauswappen von Habsburg-Lothringen und den Ordensbändern des Militär-Maria-Theresien-Ordens, des k.u. Sankt Stephans-Ordens und des Leopold-Ordens

- Großes Wappen Preußens mit den Collanen des Schwarzen und des Roten Adlerordens, des Hausordens von Hohenzollern und dem Ordensband des Kronenordens (von unten nach oben).
- Großes Wappen Österreich-Ungarns nach 1914 mit der Collane des Ordens vom Goldenen Vlies um das Hauswappen von Habsburg-Lothringen und den Ordensbändern des Militär-Maria-Theresien-Ordens, des k.u. Sankt Stephans-Ordens und des Leopold-Ordens